# Livsmedelstillsatser i Sverige

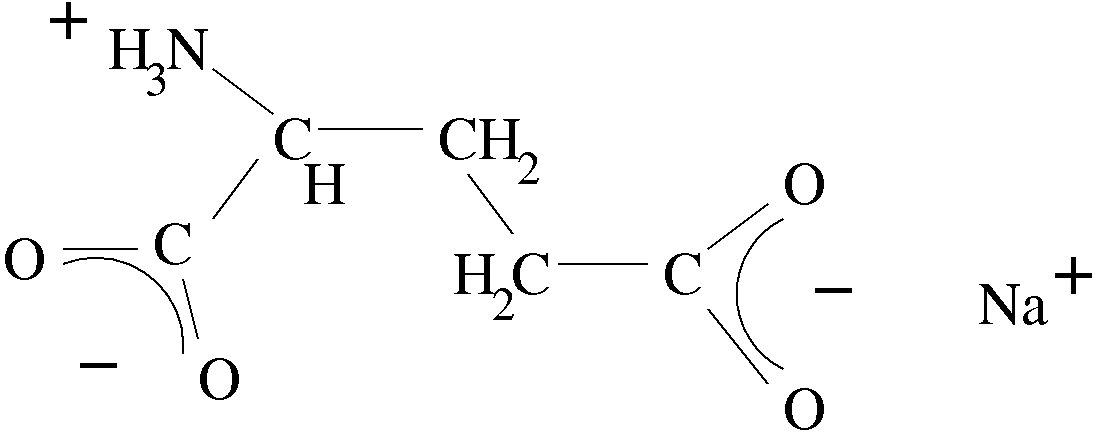
Diagram över glutamat, en vanlig och omdiskuterad livsmedelstillsats som används som smakförstärkare.

Användandet av livsmedelstillsatser är ett mycket gammalt fenomen i Sverige. Livsmedelstillsatser tillsätts i maten av många olika anledningar, exempelvis för att öka hållbarheten eller påverka smak, konsistens eller färg. Vissa tillsatser, såsom natriumnitrit, som förutom att ge köttet en rosaaktig färg skyddar mot botulinumtoxin som kan orsaka botulism, tillsätts i maten för att skydda konsumenterna, medan andra, uppemot 90 procent av alla tillsatser, enbart tillsätts för utseendets och färgens skull. Exempel på det är azofärger som enligt The Lancet kan orsaka beteendestörningar.
I takt med att en allt större industrialisering av livsmedelsproduktionen har fler tillsatser tillsats maten, men under 2000-talet har tillsatser i maten ifrågasatts och debatterats flitigt i Sverige, och detta har skapat en efterfrågan efter matvaror fria från dem. Detta har också lett till att vissa ämnen som i andra sammanhang används i hushållet, som ättika, upplevs som något negativ om det ingår som en tillsats i matindustrin. Tillsatser som är tillåtna i Sverige och resten av EU kallas för E-nummer, vilka alla finns publicerade i en lista som Livsmedelsverket ger ut. Även exempelvis Schweiz, Island och Norge använder systemet, till följd av samarbetet mellan EU och EFTA. Det finns även andra länder som använder systemet, dock utan ett "e" före numret.

## Definition och användningsområde
En tillsats är enligt Livsmedelsverket varje ämne som:
| ”                  | − som i sig självt normalt inte konsumeras som ett livsmedel, − som normalt inte används som en typisk ingrediens i livsmedel, oavsett om det har något näringsvärde eller inte, − som avsiktligt tillförs livsmedel för ett teknologiskt ändamål vid fram-ställning, förädling, beredning, behandling, förvaring, förpackning och transport och som resulterar i, eller kan antas resultera i, att ämnet eller dess biprodukter direkt eller indirekt blir en beståndsdel i livsmedlet. | „ |
| – Livsmedelsverket | |   |

En tillsats kan alltså definieras som en produkt som tillsätts för att uppnå en teknologisk effekt i den producerade maten, och att det som betraktas som mat inte är tillsatser. Syntetiskt framställda ämnen som tillsätts i maten anses generellt vara tillsatser, likaså de ämnen som isoleras ur andra naturliga källor. Det finns ett antal olika anledningar till att mat innehåller tillsatser. Folks krav på visuellt tilltalande matvaror med lång hållbarhetstid har betytt mycket för utvecklingen och framställningen av tillsatserna. Det har även lett till att det idag finns livsmedel som inte går att tillverka utan tillsatser. Andra anledningar är att tillverkarna av maten vill effektivisera och sänka produktionskostnader, eller att den är viktig för hanteringen av livsmedlet. Man kan dela in tillsatser i två grupper; berikande tillsatser och teknologiska tillsatser.

## Historia
Tillsatser har alltid använts i maten. Det finns flera dokumenterade historiska exempel på hur man manipulerat matvaror för att kunna sälja dem till ett högre pris. Under medeltiden var användandet av tillsatser olagligt i bland annat Sverige, och den som exempelvis använde tillsatser i smör bestraffades, ibland fastkedjad insmord med sitt egentillverkade smör.

### 1800-talet
Trots ett allmänt krav på varukännedom hos hemmafruarna började man under 1800-talet använda konserveringsmedel i högre utsträckning. Sedan dess har användningen ökat ytterligare. Många ämnen var i det närmaste livsfarliga, till exempel bly- och kvicksilverhaltiga färger. År 1879 skall man ha färgat kaffe med kopparfärg. I slutet av 1800-talet påbörjades en industrialiserad tillverkning av mat, ofta färdiglagad sådan. Först var det i form av konserver, till exempel i plåtburk. Där var det förpackningsmetoden som skulle garantera att maten höll kvalitet. Det skedde samtidigt som Sverige industrialiserades, då folk fick en bättre ekonomi och arbetslösheten minskade. Industritillverkad mat sänkte kostnaderna för livsmedel, vilket resulterade i en för många bättre kost. Den höga kvaliteten försämrades dock ofta av allmänhetens krav på billig mat, och tillsatser användes allt mer. Nya tillsatser ersatte vissa traditionella sätt att uppnå samma resultat. Olika förtjockningsmedel ersatte äldre tillsatser, som mjöl av matsvamp för att reda soppor, och nya färgämnen ersatte gurkmeja. Även då förekom dock förfalskningar och tillsatser för att förhöja varans kvalitet, som cedrooljor och eteriska oljor från citronskal.

### 1900-talet

#### 1900-1949

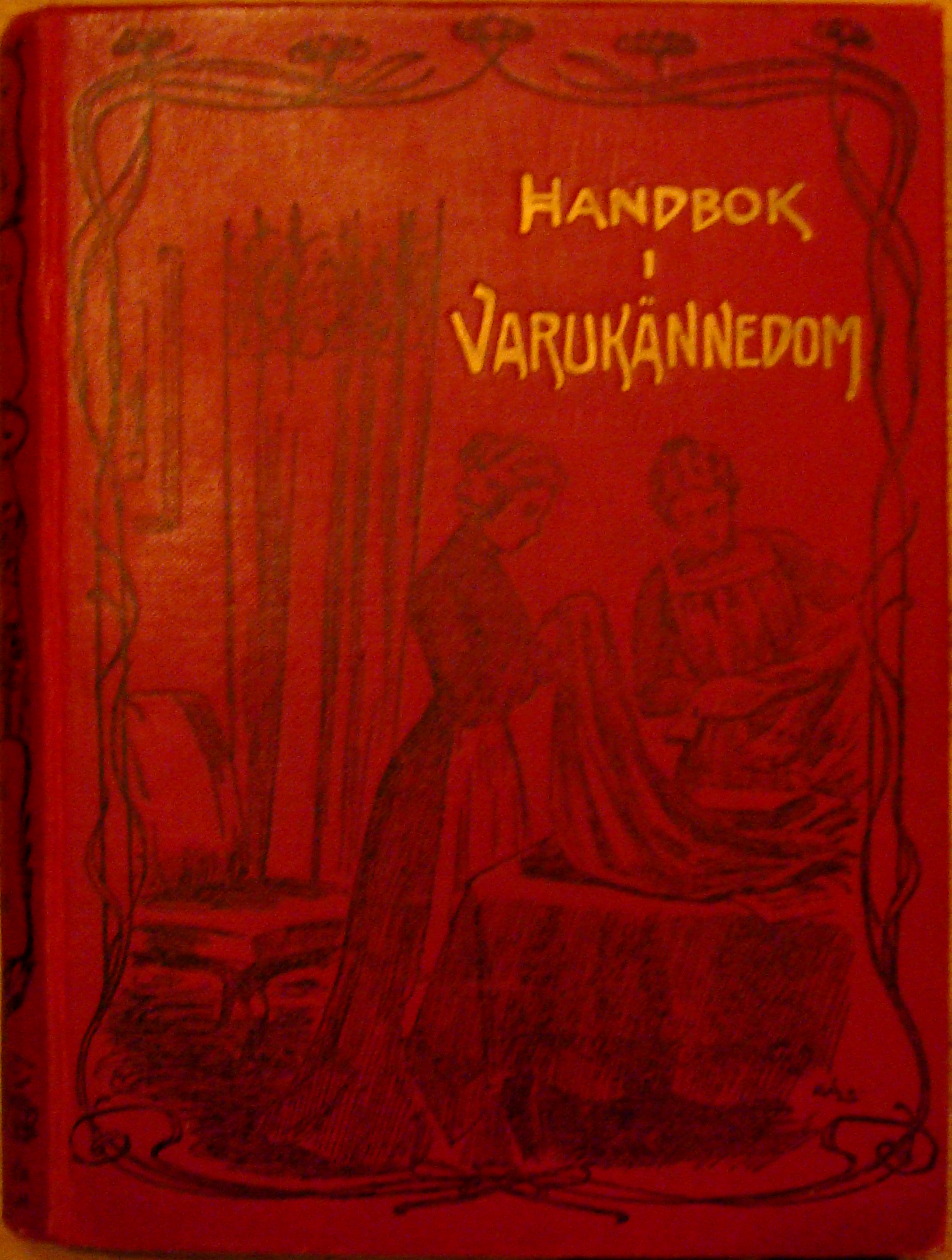
År 1903 släpptes boken Handbok i varukännedom för alla.

Tendensen från 1800-talet fortgick, och i synnerhet efter andra världskriget ansågs den industritillverkade maten i konservburkar stå för något positivt. Framförallt ledde den till att kvinnor inte behövde tillbringa lika mycket tid med att stå vid spisen. Den lilla skepsis som fanns mot produkterna tillrättalades i och med att media propagerade för dess smakmässiga och näringsmässiga överlägsenhet. Ett livsmedel som uppkom under perioden, det vita mjölet, fick motstå mycket kritik och kallades bland allmänheten för "bleksotsbröd". Anders Roswall poängterar i sin bok "Handbok i varukännedom för alla" från 1903 att "För att mjöl verkligen skall vara närande och godt och kunna ge det bästa brödet, måste det innehålla alla sädeskornets beståndsdelar, däribland det med orätt missaktade kliet". Hans råd är följaktligen att man maler mjölet hemma, även för att man ofta i mjölet tillsatte ämnen såsom gips, krita, alun och zink för att förbättra dess egenskaper. Ett annat exempel, kaffe, kunde utblandas med ekollon och mahognyspån som bränts. Nils Gustaf Lagerheim erfor efter undersökningar bland speceriaffärerna i Stockholm år 1902 flera olika tillsatser som användes utan konsumentens vetskap, såsom bland annat i marmelader, där exempelvis agar-agar (E406) användes en hel del, och kryddblandningar. Korvarnas köttprocent minskade och större mängder mjöl och bindande tillsatser användes. Likaså var brödet ofta av fabriker producerat, och allt mer av brödproduktionen förpassades till fabrikerna. Vid den tiden var det inte ovanligt att tillsatserna var rent av farliga, men det var svårt att veta vilka tillsatser varorna innehöll. Det ansågs vara kvinnornas uppgift att ha vetskap om det, och hur man skulle tillreda näringsrik mat.
Den 8 november 1905 öppnades affären Svenska hem på Stureplan. Affären var en protest mot den dåliga kvalitet och lurendrejeri som förekom i svensk livsmedelsförsäljning- och tillverkning, och var unik då den startades enbart av kvinnor. Trots försök till bojkott mot affären, fick den pressen med sig, och blomstrade. Efter tio år fanns fem affärer, och 3000 medlemmar, bland annat Ellen Key och Selma Lagerlöf. Affärskedjan godtog enbart varor av hög kvalitet, och köpte det mesta i sortimentet direkt från producenten. På grund av första världskriget blev varorna dock allt dyrare, och på grund av problem med att gå runt var man 1916 tvungen att gå med i ett samarbetsavtal med Konsumentföreningen Stockholm, vartefter affärerna successivt omgjordes till konsumaffärer.
Under krigstiden på 1940-talet gav Ulf Peder Olrog ut låten "Konserverad gröt", med den kända strofen "allting går att sälja med mördande reklam - kom och köp konserverad gröt", en låt som anspelar på den skepsis allmänheten fortfarande hade emot fabrikstillverkad mat.

#### 1950-1999
På 1950-talet blev pulvermat och frysta färdigrätter allt vanligare. Det ledde till att allt mindre mat tvingades att lagas från grunden, och att man kunde köpa allt mer mat färdig, och på så sätt dra ner på matlagningstiden vilket gav tid för andra saker. Kokböcker som menade att industrins tillförsel av färdiga livsmedel underlättade livet och gav tid till annat, utkom, och pulver ingick ofta i recept. De menar ofta även, såsom i exempelvis Lättlagad mat som utkom 1953, att matlagningen blir roligare av att man enbart behöver avsluta rätten, samt att pulvermaten är bättre än hemlagad. I Lättlagad mat menar man att enär fabrikens hygien- och näringskontroll är hårdare än den i hushållet, kan man garantera produktens näringsinnehåll samt berika den med olika ämnen. Under 1950-talet tog mycket av dagens tillsatsberikade mat sin form.
1966 ansåg Sveriges Industriförbund att tillsatser ej var av ondo så länge de ej var skadliga, inte var avsedda att dölja fel i tillverkningen eller defekter i råvarorna, eller att sänka näringsvärdet. I början av 1970-talet publicerades en studie över 10 000 matvaror i Sverige som visade att ADI av flera olika färgämnen vida överstegs i en del av varorna, vilket ledde till att nya lagar stiftades 1975 för att reglera mängden använda färgämnen. Det gällde dock inte andra tillsatsgrupper såsom smakförstärkare och konserveringsmedel. Efter lagens instiftande sjönk mängden färgämnen i varorna och att väldigt få av dem översteg ADI. I takt med den ökade försäljningen av barnmatsburkar vandes, och än i dag vänjs, barn vid industritillverkad mat från tidig ålder, vilket fortsätter i livet. Neofobi, det vill säga den rädsla för nya saker som barn besitter naturligt, däribland bland maträtter, är en del av detta, en rädsla som kulminerar vid tre års ålder. Har man vant sig vid burkmat kan det vara svårt att anpassa sig till "ny" hemgjord mat.

### 2000-talet
2002 publicerade en nordisk arbetsgrupp en rapport om olika tillsatser i Europa. Rapporten innefattade de av EU 350 godkända tillsatserna, E-numren, där de påpekar att "det för en del av tillsatsernas vidkommande bör säkras att den nuvarande användningen överensstämmer med rekommendationerna från Den vetenskapliga kommittén för livsmedel" och att "det bör bildas ett organ inom EU som säkrar en systematisk, periodisk säkerhetsmässig kontroll av alla de tillåtna tillsatserna i livsmedel". I februari 2005 larmade Livsmedelsverket om att tonfisk gasats av kolmonoxid för att längre behålla den röda färg som annars försvinner kort tid efter fångst. Gasningen gav upphov till matförgiftningar, exempelvis histaminförgiftning, och Livsmedelsverket tillsammans med EU-kommissionen ansåg det vara olagligt. Årsskiftet 2005/2006 kom rapporter om att ICA som enda svenska matvaruförsäljare tog in mat från varumärket SmartFresh, där äpplen besprutats med 1-metylcyklopropen, vilket förhindrar fruktens tillverkning av etylengas som i sin tur bromsar dess mognadsprocess, varför äpplena kan säljas över ett år efter dess skörd. Efter omfattande kundmotstånd mot produkten tog ICA bort den ur sitt sortiment i maj 2006. Produkten är ej längre tillåten i Sverige.

## Användning
I Sverige får varje person i sig ungefär 7 kilogram tillsatser per år. 6 procent av svenskarna köper färdigmat för att de uppskattar dess smak. Vissa tillsatser bör av olika anledningar undvikas, exempelvis av att de orsakar allergiska reaktioner eller andra reaktioner, samt ett antal tillsatser som ej är accepterade enligt judiska och muslimska regler, däribland E120 (karmin), E422 (glycerol, som dessutom inte behöver deklareras), E626 (guanylsyra) och E630 (inosin). Tillsatser används mycket i färdigtillverkad mat, såsom köttbullar. 2004 såldes det i Sverige 12 000 ton köttbullar. Försäljningen av färdiglagade rätter ökar snabbt. Varje dag tillverkar exempelvis Familjen Dafgård 55 000 enportionsrätter och 110 000 panpizzor.

### Specifika livsmedel

#### Bröd
Bland industrialiserade länder tenderar mycket av det förtärda brödet, som i Sverige uppgår till 50 kg per person och år, vara fabriksproducerat. Det finns flera olika hjälpmedel att tillgå för att förkorta baktiden, ofta kemiska sådana. Mindre bagerier har ofta svårt att konkurrera med större brödfabriker, något som leder till att allt fler brödbagerier tvingas upphöra med verksamheten. Från att de tre största brödföretagen, Pågen, Lantmännen och Polarbröd, år 1995 hade 49 bagerier hade de år 2008 endast 11 kvar. Det industribakade brödet brukar ofta skilja sig från det handgjorda, exempelvis får brödet inte likadan skorpa. Målsättningen för industrin är att brödet skall hålla så länge som möjligt.
Under 1960-talet upptäckte man i London att man genom att pressa in luft och vatten i degen kunde få ner mängden mjöl som behövde användas. För att få samma jäsning kunde man då använda mer jäst och tillsätta olika ämnen. Metoden, som kallas "Chorleywood Bread Process (CBP)", minskade kostnaderna rejält. CBP har spridits och beräknas stå för drygt 80 % av dagens brödproduktion.
Härdat fett tillsätts i brödet för att öka volymen, ge ett mjukare inkråm och en längre saftighet. Fettet är oundvikligt i CBP-tillverkning, men man har efter kritik riktad mot delvis härdat vegetabiliskt fett bytt ut detta mot vegetabiliska oljor utan transfetter. Mjölbehandlingsmedel används för att koldioxid inte skall försvinna från brödet, eftersom koldioxid förbättrar jäsningsprocessen. Ämnena förstörs under gräddningen, men hinner innan dess öka volymen. Emulgeringsmedel används för att förbättra gasbubblornas storlek för att få ett större bröd. Brödet håller även längre. Konserveringsmedel används för att hållbarheten skall öka, och ofta används kalciumpropionat (E 282). Enzymer används istället för de numer förbjudna kaliumbromat och azodikarbonamid, och ger snabbare biokemiska reaktioner, för att i sin tur öka brödets volym, förlänga dess hållbarhet, och förbättra skorpans färg och smak. Omkring tio olika enzymer används. År 2003 köptes enzymer av brödtillverkare för 32,7 miljoner euro. Det danska företaget Novozymes är en av världens största tillverkare. Ett av deras flaggskepp är novamyl, som ska öka hållbarheten på ett bröd från tre till fem dagar till tre veckor, vilket ger ett så kallat "ESL-bröd" (extended shelf life), det vill säga ett bröd med lång hållbarhetstid. Enzymerna har kortat jäsningstiden till ungefär 15 minuter. De behöver inte nämnas i ingrediensförteckningen eftersom de anses vara processhjälpmedel, en regel som dock ses över av EU.
På grund av att kritik framkommit mot de industritillverkade bröden har så kallade "bake-off"-bröd, även kallade "butiksbakat bröd" ökat i försäljning, även om även de tillverkas i industrier. Brödet levereras fryst till affären där det gräddas.

### Bearbetad mat
Bearbetad mat är resultatet av de metoder och tekniker som används för att förvandla råa ingredienser till mat eller att förvandla mat till andra konsumtionsformer, antingen i hemmet eller i en industri. Ibland förekommer anglicismen "processad mat"; jämför med engelskans processed food. Bearbetningsprocesserna använder ofta rena, skördade grödor eller slaktade djurprodukter och använder dessa för att producera attraktiva, säljbara produkter, ofta med lång hållbarhet. Uttrycket kan således sägas täcka större delen av den mat som säljs i förpackningar. I tillverkningen av dessa varor transporteras ofta maten långt i fabriken, varför de tappar en del av sin färg och smak, som då ofta åter tillsätts med hjälp av olika tillsatser.

#### Munkänsla
Inom livsmedelstillverkningen finns en term som kallas munkänsla, eller på engelska mouthfeel. Mouthfeel används för att beskriva de känslor man känner när man tuggar mat. Inom industrin används termen för att få fram den perfekta produkten, genom att utvärdera produktens egenskaper och smaker. Termen består av många beskrivande termer, alla på branschspråket engelska. Det finns en intensiv forskning inom produkters smaker, och munkänsla är en del av forskningen. Begreppet tog sin form av General Foods i början av 1960-talet. På grund av människans subjektivitet utvecklades mekaniska provsmakare, vilka förfinades, och kan idag bestå av över 25 olika instrument. Metoden har blivit allt vanligare förekommande när fett- och sockersnålare livsmedel efterfrågas, eftersom både fett och socker har stor inverkan på hur det känns i munnen. Därför tillsätts olika kombinationer av tillsatser för att uppnå samma munkänsla som med de ursprungliga varorna.

### Light- och fettsnåla produkter
Eftersom en lightprodukt innehåller en reducerad mängd fett och socker, krävs en tillsättning av tillsatser såsom förtjockningsmedel och sötningsmedel, exempelvis i light-majonnäs där förtjockningsmedel krävs för att majonnäsen inte skall vara för lös, på grund av dess högre vattenhalt. Lightprodukter innehåller ofta fler tillsatser än vanliga produkter. I Sverige minskar försäljningen av feta produkter, exempelvis av vispgrädde. Johanna Bengtsson på Arla menar att det är för att man "till vardags vill ha lättare alternativ". Flera stora mejeriföretag har på det svarat med att tillverka produkter som innehåller mindre fett, såsom fettsnål vispgrädde, men även lättare alternativ såsom såser och crème fraîche. Ofta smaksätts även dessa produkter, för att tillagningen skall gå snabbare. Magnus Ek, adjungerad lektor vid Restauranghögskolan vid Umeå universitet, menar att det förutom att man vill dra ner på fetthalten i maten, beror på att "grädde inte känns så modernt". Vispgrädden är enligt undersökningar av Arla den gräddprodukt som svenskarna skulle sakna mest om den försvann, emedan grädden är förknippad med historia och fest.

## Livsmedelstillsatser

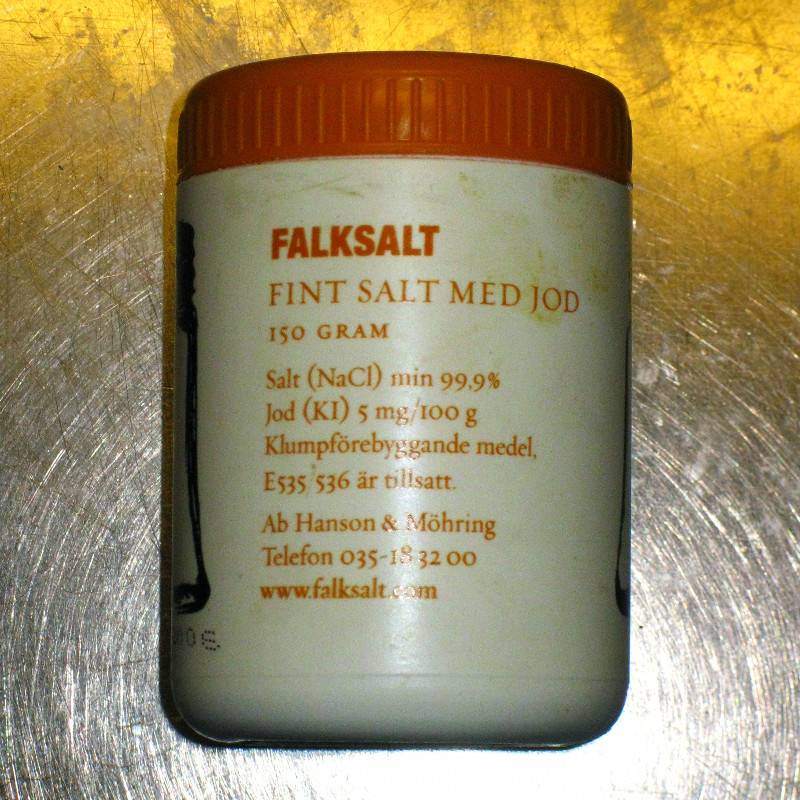
Berikandet av jod i koksalt har nästan eliminerat struma av jodbrist i Sverige.

Livsmedelstillsatserna delas in i berikande tillsatser och teknologiska tillsatser. Utöver dessa två används syror och baser för att påverka livsmedlets pH-värde.
Livsmedelsberikning, som går ut på att genom tillsättning av näringsämnen utöka dess näringsvärde, var en viktig vitamin- och mineralkälla under början av 1900-talet för att råda bot på den rådande undernäring som ägde rum i Sverige. I och med att man började tillsätta jod i koksalt försvann i stort sett struma av jodbrist. Berikningen har efter det fortsatt, och det är fortfarande vanligt. Idag har det dock bidragit till ett ofta för stort energiintag i förhållande till behov och i kostsammansättningen. Exempel på idag livsmedelsberikade livsmedel är mini-, lätt- och mellanmjölk, som tillsammans med lättfil och lättyoghurt är berikat med vitamin A och vitamin D, vetemjöl och rågsikt som är berikat med vitamin B, margarin som är berikat med vitamin A och d och hushållssalt med jod. Berikning sker fortfarande då större mängder näringsämnen förloras när maten processas, eller när man producerar en produkt som efterliknar ett annat för näringen viktigt livsmedel. Ett exempel på det är margarin, som näringsmässigt inte innehåller lika mycket näring som smör, varför det idag är obligatoriskt att i margarin berika med vitamin A och vitamin D. Vegetariska alternativ till livsmedel berikas emellanåt likaså, såsom vegetarisk mjölk som berikas med kalcium.
Teknologiska tillsatser är de övriga, för att påverka hållbarhet (med hjälp av konserveringsmedel, antioxidationsmedel eller ytbehandlingsmedel), konsistens (med hjälp av emulgeringsmedel, stabiliseringsmedel, konsistensgivare, förtjockningsmedel eller klumpförebyggande medel (som tillsätts pulveriserade livsmedel för att de inte skall klumpa ihop sig)), färg eller smak (med hjälp av färgämnen, sötningsmedel, aromämnen och smakförstärkare), antioxidationsmedel, bakpulver, drivgaser, fuktighetsbevarande medel, mjölbehandlingsmedel, surhetsreglerande medel och så vidare.

### Antioxidationsmedel
Antioxidationsmedel används för att förhindra att fett härsknar genom att påverka det omgivande syret, att produkter av frukt missfärgas och att vitaminer förstörs. Exempel är alfatokoferol, svaveldioxid och askorbinsyra. I Sverige används dessa bland annat i frukt- och saftprodukter, samt oljor. Idag har tillsatser som binder metaller börjat användas i dessa produkter, då ett livsmedel härsknar fortare om metaller ingår i det. Citronsyra är ett exempel på en sådan bindande tillsats som används. Dessa bindande ämnen kallas synergister.

### Färgämnen
Färgämnen är tillsatser som tillsätts i maten för att återge en färg som livsmedel hade innan det processades i en industri, eller innan den lagrades, för att få livsmedlet mer tilltalande eller för att ge färglösa livsmedel färg. Efter inträdet i EU är större mängder färgämnen tillåtna i Sverige, varför vissa livsmedel, såsom konfektyrer, idag kan få starkare färger än vad som tidigare var möjligt. Likt de flesta andra tillsatser måste de märkas i ingrediensförteckning. Det finns naturliga, syntetiska och semisyntetiska färgämnen, av vilka de naturliga är de som kommer direkt från naturen och som har extraherats från en naturlig produkt. Ett mellanting är naturidentiska färgämnen, som är syntetiskt framställda men som förekommer naturligt i naturen. De syntetiska är helt kemiskt framställda, och de semisyntetiska är kemiskt behandlade naturligt förekommande ämnen. Exempel på dessa är sockerkulör, betakaroten och gurkmeja.
I Sverige ökar intresset och marknaden för naturliga färgämnen. Svart bäraronia är ett exempel på ett bär som man kan extrahera ett naturligt färgämne ifrån, och som det forskas kring i Sverige.

#### Azofärgämnen
| E-nummer | Namn             | Färg       |
| -------- | ---------------- | ---------- |
| E102     | Tartrazin        | gul        |
| E110     | Para-orange      | gul-orange |
| E122     | Azorubin         | röd        |
| E123     | Amarant          | röd        |
| E124     | Nykockin         | röd        |
| E129     | Allurarött AC    | röd        |
| E151     | Briljantsvart BN | svart      |
| E154     | Brun FK          | brun       |
| E155     | Brun HT          | brun       |
| E180     | Litolrubin BK    | röd        |

Azofärgämnena är en grupp syntetiskt tillverkade färgämnen som alla innehåller den kemiska gruppen azo, därav namnet. Efter en debatt under 1970-talet förbjöds alla azofärgämnen i Sverige i mitten av decenniet. Emellertid var man på grund av medlemskapet i EU från och med 1998-1999 tvungen att tillåta handel med dem, eftersom unionens lagar gick före Sveriges. 2007 publicerades i tidningen The Lancet en studie av brittiska forskare som visade på att tillsatserna kunde orsaka beteendestörningar. Idag är tillsatsen tillåten, även om de tydligt måste utmärkas på produktens förpackning. Tillsatserna finns bland annat i lösgodis och kakor, samt emellanåt i glass, restaurangmat och färdiglagad mat. Ett i Sverige vanligt förekommande användningsområde, förutom i godis, för tillsatsgruppen är vid färgning av räkor, där de tillsätts för att få en mer rödaktig färg. De av Sveriges räkfiskare som följer Sveriges fiskares riksförbund regler tillåts dock inte använda tillsatserna, och de flesta fiskare efterföljer detta. I en enkät från 2006 svarade samtliga svenska konfektyrföretag i Sverige att de inte använder tillsatserna i sin mat. Livsmedelsverket råder alla matvaruföretag att inte använda dem.
Under 2008 lovades en utfasning av färgämnena av livsmedelsföretagen.  Ett år senare, den 30 januari 2009 publicerade Råd och rön en lista med ett antal livsmedel innehållande ämnena. Ämnena har klassats som "helt onödiga" och Jan Bertoft, generalsekreterare i Sveriges konsumenter säger att det är "ett stort svek mot konsumenterna" och att "det här är helt onödiga ämnen som dessutom ofta finns i varor som vänder sig till barn. Det finns ingen som helst konsumentnytta med dem, och bara misstanken om att de kan orsaka skador borde räcka för att de ska försvinna".  Från och med den 20 juli 2010 måste livsmedel som innehåller azofärger samt kinolingult efter angivelsen i ingredienslistan efterföljas av texten "Kan ha negativ effekt på barns beteende och koncentration".

### Konserveringsmedel
Olika konserveringsmedel förlänger hållbarheten på ett livsmedel; de förhindrar att mögel, toxin och jästbakterier angriper livsmedlet vilket annars skulle försämra eller förstöra det. I konservburkar och djupfrysta maträtter behöver de dock inte tillsättas. Exempel på konserveringsmedel är bland andra bensoesyra, natriumbensoat, sorbinsyra och kaliumsorbat. Det finns i Sverige ungefär 40 tillåtna livsmedelstillsatser i gruppen konserveringsmedel.

### Konsistensgivare

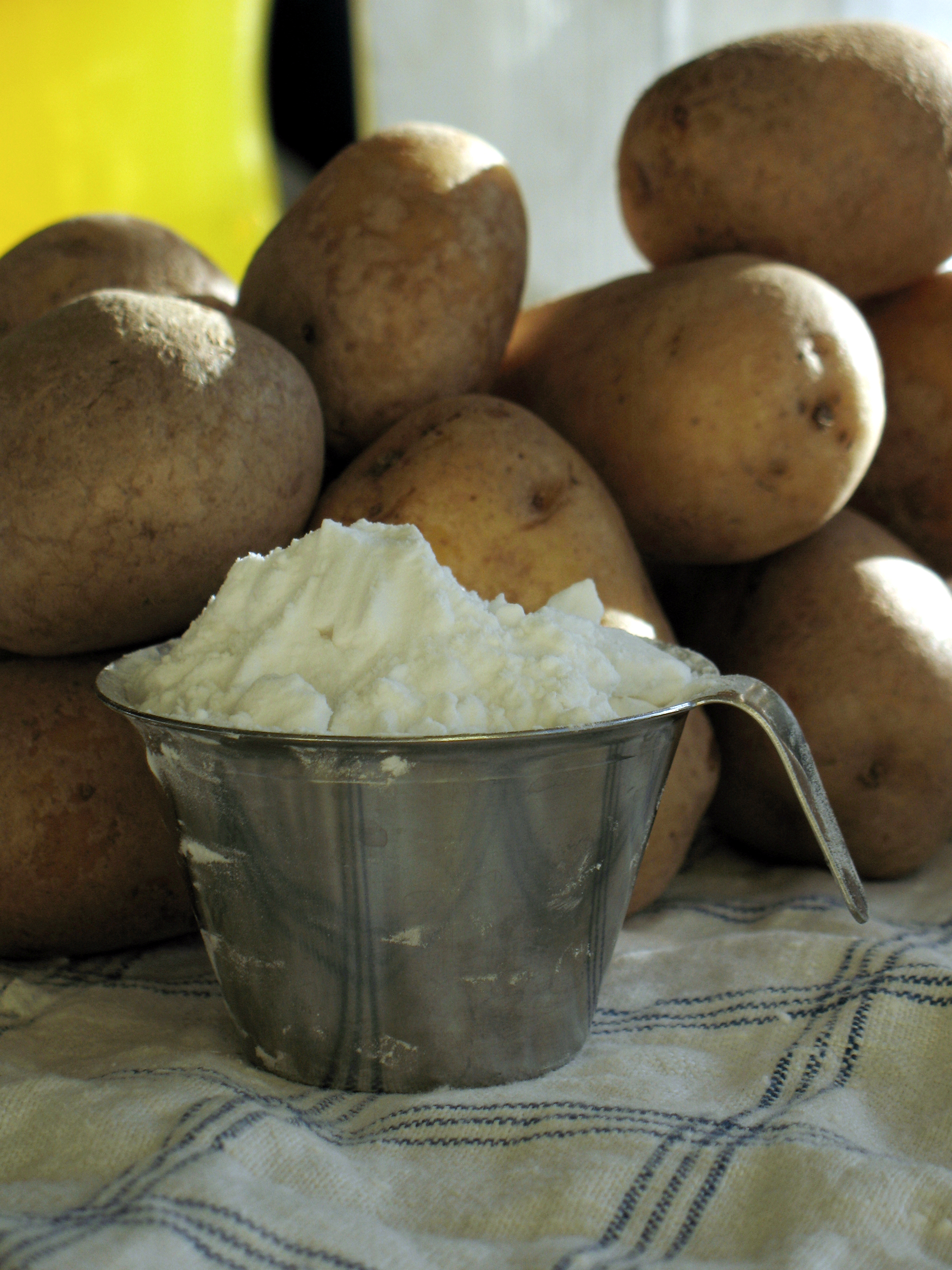
Förtjockningsmedlet potatismjöl används mycket i Sverige

Konsistensgivare är tillsatser som är till för att ändra konsistensen på ett livsmedel. Gruppen delas in i emulgeringsmedel, stabiliseringsmedel och förtjockningsmedel. De tre olika grupperna är funktionsnamn som de deklareras med i ingrediensförteckningar på livsmedelsförpackningar. Tillsatserna används främst i hel- och halvfabrikat, samt i konfektyr-, sylt- och marmeladtillverkning samt i konditorier. Flera av tillsatserna är traditionella hushållstillsatser, även om kemiska förekommer likaså.
Med hjälp av emulgeringsmedel kan en kolloidal blandning av två ämnen skapas, trots att de är olösliga i varandra. Ett exempel är fett och vatten i majonnäs. De påverkar även viskositeten hos livsmedel, samt förhindrar produkten att förlora vissa under sina egenskaper under transport och lagring. Vanliga exempel är lecitin och mono- och diglycerider. Förtjockningsmedel är tillsatser som används för att förtjocka en vätska, exempelvis potatismjöl, maizena och gelatin som är vanliga även i hushållen. Gelatin exempelvis produceras av ben och brosk från djur. Inom industrin används även tillsatser såsom agar-agar. Stabiliseringsmedel är tillsatser som förhindrar att konsistensen förändras. Exempel är karragenan och fruktkärnmjöl. De används ofta tillsammans med de två andra för att få ut maximal effekt.

### Smakförstärkare och aromämnen
Rubriceringen vid användandet av smakförstärkare och aromämnen är i många fall något oklar. Eftersom det går att med hjälp av tillsatser få fram en smak av något som produkten över huvud taget inte innehåller, är det med hjälp av varans namn svårt att veta hur mycket av den påstådda smaken som varan innehåller. En produkt behöver inte hålla några bär över huvud taget för att få bära namnet med den processade smaken. Exempelvis skulle en saftdryck utan hallon få kallas hallonsaft om den smakade hallon. Ofta tillsätter tillverkare ytterst små mängder av den ursprungliga smaken, för att sedan förstärka med aromtillsatser. För långt gick dock Arla när de år 1999 lanserade Yoghurt med champagnesmak, emedan champagneföretag från Frankrike anmälde Arla till Marknadsdomstolen för så kallad renommésnyltning, vartefter produkten togs bort från sortimentet. Smakerna blir ofta allt mer annorlunda, för att förnya marknaden. Belmay, en brittisk aromproducent, sade efter lanserandet av sin granatäpplearom att smaken var anpassad för "dagens konsumenter som vill fånga regionens innersta väsen och känna sig hälsosammare och lyckligare".
"Naturliga aromer" strävar många livsmedelstillverkare efter att kunna märka sina produkter med, och en ingrediensförteckning som inte innehåller några artificiella ämnen kallas på branschspråk för clean label. Eftersom det enligt EU-regler ej är obligatoriskt att ange om en arom är naturligt eller artificiellt framställd, märker många tillverkare speciellt ut "naturliga aromämnen" men skriver bara aromämnen om den är artificiellt framställd. Bland aromämnen skiljer man huvudsakligen mellan tre olika sorter; artificiella aromer, naturidentiska aromer och naturliga aromer. De artificiella framställs på kemisk väg, de naturidentiska är identiska med ett naturligt aromämne men framställs kemiskt, och de naturliga framställs ur naturliga ämnen.

#### Natriumglutamat

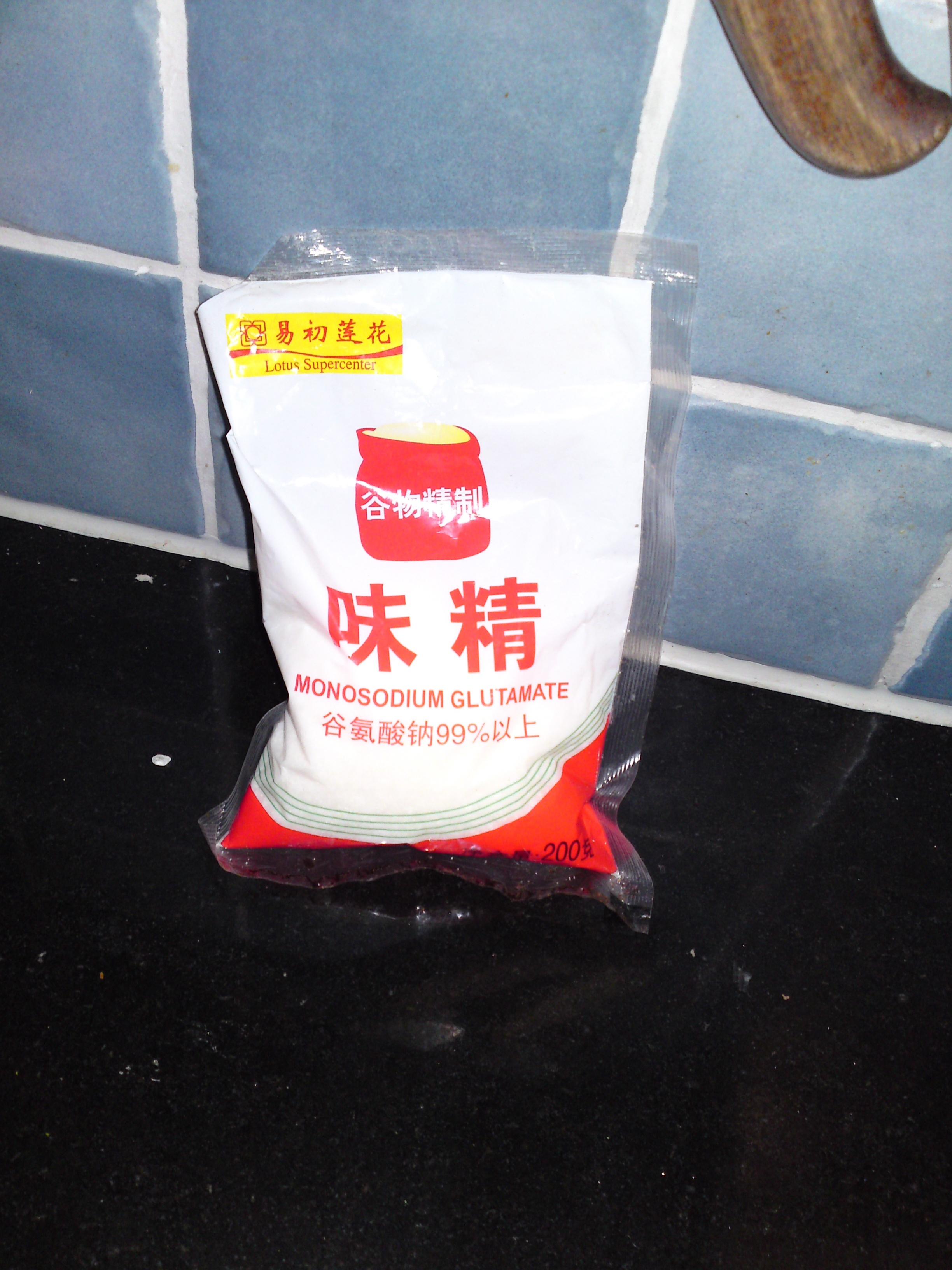
Påse med natriumglutamat

Natriumglutamat är ett salt, bestående av en positivt laddad natriumjon och en negativt laddad glutaminsyremolekyl, tillika tillsats och smakförstärkare, som har e-numret E 621. Tillsatsen är en godkänd tillsats som är mycket vanlig i det asiatiska köket. Natriumglutamat används för att på konstgjord väg få fram smaken umami. Natriumglutamat smakar i sig självt inte speciellt mycket utan förhöjer smaken i andra livsmedel som tillagas med. Lisa Förare Winbladh beskriver natriumglutamat som "gastronomins anabola steroider". Tillsatsen ingår i bland annat buljongtärningar, färdigrätter och olika kryddblandningar. Exempel på hur man fick fram umami innan natriumglutamatet existerade var i Sverige att tillsätta ansjovis i kalops.
1968 började hälsoproblem uppkomma bland personer som ätit mycket kinesisk mat på restauranger, och symptom som illamående, huvudvärk och olika lokala smärtor bland annat, gav sedermera upphov till det så kallade "kinarestaurangssyndromet". I en vetenskaplig artikel år 1969 ansågs detta syndrom bero på intag av natriumglutamat. Senare har det dock under kontrollerade, vetenskapliga studier inte varit möjligt att visa att patienter som uppger sig vara intoleranta mot natriumglutamat faktiskt reagerar på ämnet, då det intar det med mat. Därför har ingen statistisk korrelation som tyder på att natriumglutamat skulle ge upphov till de tidigare nämnda symptomen kunnat fastslås. Gnagares ungar har fått hjärnskador av tillsatsen, Eftersom gnagares ungar fått hjärnskador av tillsatsen är ämnet i Sverige förbjudet i barnmat.
Tillsatsen har givit upphov till en stor debatt, på grund av de påstådda hälsovådliga effekterna beskrivna ovan, även om de inte har kunnat bevisas vetenskapligt. I USA krävs det att "MSG" nämns i ingredienslistan på livsmedlets förpackning om det är en del av varan, medan det i EU räcker med att "E621" skrivs ut. Debatten har även kommit till Sverige, och flera företag har bannlyst ämnet från sina varor. Livsmedelsverket anser dock att de nivåer som är tillåtna i Sverige är ofarliga, och Nils-Gunnar Ilbäck, toxikolog vid Livsmedelsverket, anser att eventuella samband med exempelvis fetma istället har att göra med att man äter mer för att maten är godare.
Natriumglutamat ökar mängden saliv i munnen, vilket gör maten lättare att svälja. Tillsatsen används ofta tillsammans med dinatriumguanylat och dinatriuminosinat, för att få en mer hemlagad känsla. Ofta innehåller livsmedel med låg fett- och salthalt mycket av dessa ämnen, för att kompensera med smaken. Livsmedel med hög vattenhalt kan också innehålla en stor mängd. De används även för att ge produkten smakmässig balans. 2001 producerades 1,5 miljoner ton natriumglutamat, vilket är en rätt stor mängd eftersom ytterst små mängder krävs för att tillsatsen skall ge effekt.

### Andra tillsatser

#### Köttklister
Köttklister är den populärvetenskapliga beteckningen på enzymet trombin, som förekommer naturligt i olika djurarters blod, såsom oxar och grisar. Enzymet är en viktig del av dess koagulering. Köttklister har funnits möjligt att använda, likt namnet säger, för att klistra ihop små köttdelar till större, sammanhängande köttstycken. Den 8 februari 2010 meddelade EU att dess expertgranskning av ämnet påvisade att det inte är farligt, eller ökar risken att få allergier eller liknande, och i en omröstning med alla medlemmar i unionen röstade Sverige ja för dess användning, varför tillsatsen snart kan börja användas. Representanterna för Sverige ansåg tillsammans med ett antal andra länder att ämnet torde klassas som en livsmedelstillsats och inte ett processhjälpmedel, och att det därför endast kan appliceras på de förpackningar där ämnet noga deklareras, samt att texten "Kommer från sammansatta köttdelar" nämns i samband med ämnet, så att tillsatsen inte blir vilseledande och ger ett för högt pris. Det måste även tydligt markeras om tillsatsen är gjord av grisblod, av religiösa skäl. Tillsatsen kommer inte få användas i storkök eller i cateringverksamheter, vilket Livsmedelsverket är nöjda med. Evelyn Jansson-Elfberg sade att "Hade vi bara röstat nej hade det gått igenom i alla fall och då hade det blivit tillåtet inom catering så som tillverkaren ville. Så vi är nöjda med det här."
Från och med den 8 februari 2010 prövades tillsatsen av Europeiska unionens råd och Europaparlamentet och beslutet blev med knapp marginal att det inte är en tillåten livsmedelstillsats. Argumentet var risken för vilseledande av kunderna. Åke Rutegård på branschorganisationen Kött och Charkföretagen är osäker på svenska köttproducenters intresse av att använda tillsatsen, och att det är konsumentens val om man vill ha tillsatsen eller inte. Han menar även att det finns en fara för att konsumenterna kommer känna sig lurade av tillsatsen.
Det nederländska företaget Sonac är det företag som vill lansera produkten, som har fått namnet Fibrimex, i Europa. Köttklistret innehåller förutom trombinet även enzymet fibrinogen. Tanken är att det skall förminska mängden spill från köttproduktionen.

## Lagar och bestämmelser
Tillsatser som är tillåtna i Sverige och av EU kallas för E-nummer, vilka alla finns publicerade Livsmedelsverkets positivlistor. Det finns 316 godkända e-nummer. Inom EU är lagstiftningen om livsmedelstillsatser harmoniserad, det vill säga att olika medlemsstater inte får ha olika stränga regler. Om ny forskning påvisar risker kan godkännandet dras in. Listorna beskriver att "I livsmedel får bara tillsatser som är godkända användas. För att en tillsats ska godkännas måste den till exempel vara av värde för konsumenten eller nödvändig för livsmedlets hantering." Den får ej heller vara skadlig för konsumentens hälsa. Reglerna gäller både de produkter som tillverkats i Sverige samt de produkter som importerats. Tillsatserna är ofta enbart tillåtna i vissa livsmedelsgrupper till en viss nivå. Alla tillsatser i färdigförpackade livsmedel måste ingå i en ingrediensförteckning (likt alla andra ingredienser), deklarerade med ett funktionsnamn, det vill säga vilken slags tillsats det är, samt tillsatsens e-nummer eller namn. Det finns dock några tillsatser som inte behöver deklareras i ingredienslistor, såsom exempelvis enzymer i bröd, emedan de anses fungera som processhjälpmedel, enbart verkande för produktens tillverkningsprocess och ej befintlig i den färdiga produkten. Det orsakar problem för bland andra vegetarianer med enzymer som utvunnits från animaliska källor. Det undantaget är dock under omarbetning av EU. Aromämnen behöver ej heller deklareras, mer än med arom. Några tillsatser, exempelvis koffein och modifierad stärkelse, måste deklareras med exakt namn. Tillsatserna tilldelas e-numren av EU, men även exempelvis Schweiz, Island och Norge använder systemet, till följd av samarbetet mellan EU och EFTA. Det finns även andra länder som använder systemet, dock utan ett "e" före numret.
Förutom positivlistor, finns det även negativlistor, varustandarder och föreskrifter. Negativlistorna, även kallade förbudslistor, listar alla förbjudna ämnen, vilka ofta av myndigheter bevisats hälsovådliga. Positivlistorna är dess motsats, och det krävs att det är bevisat att de ej är hälsovådliga, vilket i praktiken innebär att helt oskadliga ämnen är förbjudna till dess att de uppförs på listan. Varustandarder är beskrivningar över antingen enskilda livsmedel eller livsmedelsgrupper innehållande vad de får eller ska bestå av, och vad de ej får innehålla. De omfattar inte enbart tillsatser, även om dessa ofta finns med. Det skapas sällan nya varustandarder på grund av att de är tidskrävande att skapa. Kontroller av dessa sker av kommunala livsmedelskontrollanter eller vid behov i ackrediterade laboratorier. Lagen skiljer på berikningsmedel och teknologiska tillsatser. För att få använda berikningsmedel krävs tillstånd av Livsmedelsverket, vilket dock kan ändras om EU implementerar nya regler.
Enbart de tillsatser som genom grundliga undersökningar bevisats ej vara skadliga mot människor tillåts av EFSA, som är den europeiska livsmedelssäkerhetsmyndigheten. Alla olika tillsatser har detaljerade bestämmelser över den tillåtna mängden, som mäts i ADI, vilka bestäms av JECFA, SCF och EFSA, och uttrycks i enheten mg/kg kroppsvikt och dag. ADI får man fram genom djurförsök.

## Respons

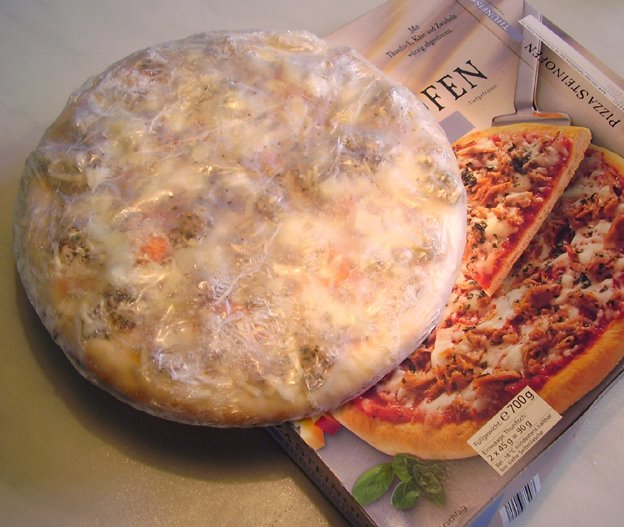
Djupfrysta färdigrätter, som ofta innehåller många kemiska tillsatser, tros av 60 % av svenskarna innehålla konserveringsmedel.

Den senaste tiden har allt fler börjat försöka köpa mat som innehåller mindre tillsatser. Ekologiskt framställda livsmedel säljs allt mer, och även om många tillsatser inte är direkt farliga för hälsan, går många av dem emot ekologiskt tänkande. Mellan 2006 och 2008 utökades det ekologiska utbudet med flera tusen varor per år, och under det första kvartalet 2009 ökade försäljningen av ekologisk mat med 35 procent. Kravmärkt mat ökar också i försäljning, och då framförallt kravmärkt fisk, samt ärtor, bönor och linser. Under första kvartalet 2009 fyrdubblades försäljningen av kravmärkt mat. Som ett resultat av detta har olika tillverkare av djupfrysta färdigrätter, däribland Findus Sverige AB, påbörjat en utfasning av tillsatser i sina produkter. Det även eftersom mer än hälften, 60 %, av alla konsumenter tror att djupfrysta rätter innehåller konserveringsmedel.
Flera böcker, däribland Mats-Eric Nilssons Äkta vara och Den hemlige kocken, har givits ut om mattillsatser, och ämnet är vanligt förekommande i media. Av det som skrivits är många kritiska mot tillsatserna, och ofta beskylls framförallt färgämnen. Den hemlige kocken var starten på en organiserad reaktion mot tillsatser. I boken förtäljer Nilsson det verkliga innehållet i ett flertal produkter, och boken har sålt mycket. Boken gavs ut av Ordfront, som har givit ut flera böcker i ämnet, så även till exempel Tyst hav av Isabella Lövin och Eric Schlossers Snabbmatslandet. Ett antal skandaler har ytterligare ökat debatten om tillsatserna, däribland när man fann sudanfärgämnen i chiliprodukter, vatten i mjölk, fisk i schnitzel eller när glasbitar på flera ställen påträffades i kyckling. Med start i januari 2010 började programserien Landet Brunsås visas, som i flera program tar upp ämnet tillsatser i Sverige, framförallt i det andra avsnittet. Programmet Matakuten, som har sänts i två säsonger, tar upp livsmedelssituationen och dess brister i skolan, och där läggs ofta betoningen på användandet av tillsatser i skolmaten.